# Солдаткин, Дмитрий Фёдорович
Дмитрий Фёдорович Солдаткин (род. 5 ноября 1947, Магнитный, Челябинская область) — российский политический деятель. Депутат Государственной Думы третьего созыва (1999—2003).

## Биография
Окончил Новосибирский сельскохозяйственный институт (1970).

### Депутат госдумы
Депутат Лебедевского (Новосибирская область) и Магнитного сельских Советов народных депутатов[когда?], депутат Государственной думы 3-го созыва (1999—2003) по общефедеральному списку КПРФ. Работал в комитете по обороне.